# Jérémy Oyono
Jérémy Oyono, né le 12 avril 2001 à Lille, est un footballeur international gabonais. Il joue au poste de défenseur au Frosinone Calcio.

## Biographie

### En club
Ancien joueur de l'US Ascq comme son jumeau Anthony Oyono, il intègre la première équipe de l'US Boulogne qui joue en National en juillet 2020. Le 08 aout 2024, il signe à Frosinone Calcio série B Italienne jusqu'au 30 juin 2027.

### En sélection
Oyono a fait partie de la sélection du Gabon U23 à la Coupe d'Afrique des nations de football des moins de 23 ans 2023. Il fait son premier match avec l'équipe nationale pour un match des éliminatoires de la Coupe du monde de football 2026 contre le Kenya le 16 novembre 2023, remplaçant son frère.